# Charlie Spring
Charlie Spring es un personaje ficticio de la serie de novelas de Alice Oseman Heartstopper, así como de su adaptación de Netflix de 2022, donde es interpretado por Joe Locke.Su primera aparición fue en la novela de 2014 Solitaire.

## Información del personaje
Charlie Spring es el novio de Nick Nelson (Kit Connor) en la serie de novelas gráficas Heartstopper y su adaptación de Netflix en 2022. En la franquicia, Charlie es gay, un baterista hábil y un amante de los libros. Charlie ama profundamente a Nick y aspira a que sea feliz. El personaje de Charlie es tranquilo e inseguro, pero le gustan los animales. Es bastante alto, con el pelo oscuro y rizado y ojos azules. Fuera de la franquicia de Heartstopper, también aparece en otras obras de Alice Oseman.

## Primeros años
Charlie nació el 27 de abril de 2006, hijo de Julio y Jane Spring. Es el hermano menor de Tori Spring y el hermano mayor de Oliver Spring. Su padre es de ascendencia española y su madre es británica. Charlie fue accidentalmente redistado como gay a toda su escuela por su mejor amigo, Tao Xu. Debido al acoso frecuente, la salida y la relación tóxica con su exnovio Ben Hope, sufre de múltiples enfermedades mentales, principalmente ansiedad, anorexia, depresión y TOC.

## Personalidad
Charlie es tenso, tímido, sensible e inseguro. También es empático y odia ver llorar a otras personas, especialmente a Nick. A Charlie le gusta leer, perros y tocar la batería. También le gusta la literatura clásica griega antigua y el trabajo de Keith Haring. El tipo MBTI de Charlie es ISTP/The Adventurer.Tori lo describe como amable, una característica que ella cree que está subestimada y que se puede aprovechar.

## Apariciones en otros medios

### Libros
- Solitaire (2014)
- Nick and Charlie (2015)
- This Winter (2015)
- Radio Silence (2016) (cameo)
- Heartstopper (2019-presente)
  - Heartstopper: Volume 1 (2019)
  - Heartstopper: Volume 2 (2019)
  - Heartstopper: Volume 3 (2020)
  - Heartstopper: Volume 4 (2021)
  - Heartstopper: Volume 5 (2023)

### Televisión
- Heartstopper (2022–presente)

## Recepción
Fue clasificado en el primer lugar en un ranking de 2023 de los 10 mejores personajes de Heartstopper, clasificados por Collider.